# 강스템바이오텍
강스템바이오텍(영어: Kang Stem Biotech Co. Ltd.)은 대한민국의 제대혈 유래 줄기세포치료제 기업이다. 본사는 서울시 강남구 테헤란로 522 홍우빌딩 9층에 위치해 있으며 대표이사는 나종천이다.

## 사업
제대혈 기반 고순도 분리·대량배양 기술로 아토피 피부염, 류마티스 관절염, 크론병, 골관절염 치료제를 개발하고 있다.

## 역사
2015년 12월 21일에 공모가 6,000원(희망공모가 밴드 8,000원~10,000원)에 상장하였다.
2019년 줄기세포GMP센터를 완공하였다.
2024년 일본 특정인정재생의료등위원회로부터 지방 줄기세포를 이용한 2종 재생의료 제공계획에 대한 승인을 받았다
2025년 시가총액의 약 67.8%에 달하는 490억원 규모의 유상증자를 실시할 예정이다.

## 참고문헌
1. ↑  한국IR협의회 기업분석보고서-강스템바이오텍, 2022년 11월 9일
2. ↑  2023년 357억원에 대한 유상증자를 결정했다
임상3상 '재도전' 강스템바이오텍 "아토피 치료제, 연 2000억 예상", 히트뉴스, 2023-09-08
3. ↑  강스템바이오텍 기술분석보고서 한국IR협의회 기업리서치센터 2022-11-09
4. ↑  정찬웅, 강스템바이오텍, 12월 상장 예정, 약사공론, 2015-11-12
5. ↑  강스템바이오텍, 줄기세포GMP센터 개설‥연 3만6천 바이알 생산기반 데일리벳 2019-05-15
6. ↑  강스템바이오텍, 日 줄기세포 시장 뚫었다…재생의료 목적 사용 공급 승인 "내년 본격 환자 치료", 뉴스프라임, 2024-11-21
7. ↑  '490억 유증' 성토에 강스템바이오텍 "신약 위한 결정, 추가 증자 없다" MTN뉴스 2025-06-11